# ريتشارد أبوت
ريتشارد أبوت (بالإنجليزية: Richard Abbott)‏ هو سياسي أسترالي، ولد في 1859 في بنديجو في أستراليا، وتوفي بنفس المكان في 28 فبراير 1940. حزبياً، نشط في الحزب الوطني الأسترالي. وقد انتخب عضو مجلس الشيوخ الأسترالي ‏ عن دائرة فيكتوريا (18 ديسمبر 1928 – 30 يونيو 1929).